# Codex Alimentarius
Codex Alimentarius (на латински: Codex – кодекс, и Alimentarius – хранителен) е сборник (набор) от международно признати стандарти, кодекси за добра практика, насоки и други препоръки, свързани с храните, производството на храни и безопасността на храните, приети от Международната комисия на ФАО. Документите от Кодекса обхващат основните хранителни продукти – както обработени и полуфабрикати, така и необработени.

## История
Името на кодекса идва от Codex Alimentarius Austriacus, сборник от стандарти и описания на множество продукти за хранене, разработени в Австро-Унгарската империя в периода от 1897 до 1911 г. Текстовете на съвременния кодекс се разработват и поддържат от Codex Alimentarius Commission (CAC), орган, създаден през ноември 1961 г. от Организацията по прехрана и земеделие към ООН (FAO) и присъединил се към Световната здравна организация (WHO) през юни 1962 г. Първата сесия на този орган се е състояла в Рим през октомври 1963 г. Основните цели на Комисията са да защити здравето на потребителите и да осигури лоялни практики в международната търговия с храни. Codex Alimentarius е призната от Световната търговска организация като международна отправна основа при разрешаване на спорове относно безопасността на храните и защитата на потребителите.
Към 2020 г. Codex Alimentarius Commission има 189 члена: 188 страни членки и една организация, Европейският съюз (EU). В комисията участват със статут на наблюдатели 237 организации: 58 междуправителствени организации, 163 неправителствени организации и 16 организации от системата на Организацията на обединените нации.

## Област на действие
Codex Alimentarius регулира всички храни, както обработени, така и сурови. Освен стандарти за отделни видове продукция, кодексът съдържа общи стандарти, регламентиращи въпросите за маркировка на хранителните продукти, хигиена на храните, добавките към храните, съдържанието на пестициди, както и процедурите за изследване безопасността на хранителните продукти и биотехнологиите. Той съдържа и насоки за изграждане на държавни системи за инспекция и сертификация при внос и износ на храни.
Codex Alimentarius се публикува на шестте официални езика на ООН: английски, арабски, испански, китайски, руски и френски. Не всички текстове са налични на всички от тези езици.

### Общи документи
- Етикетиране на храните (общ стандарт, ръководства по обявяване хранителната ценност, ръководства по оформяне на различни заявления)
- Хранителни добавки (общ стандарт, включително разрешение за използване, спецификации за използвани в храните химикали)
- Замърсявания при храните (общи изисквания, гранични нива на замърсяване на храните с радиоактивни изотопи, афла- и други микотоксини и др.)
- Максимално допустими нива на пестициди и ветеринарни препарати в храната
- Процедури по оценка на риска при определяне безопасността на храни, получени чрез биотехнологии (ДНК-модифицирани растения, ДНК-модифицирани микроорганизми, алергени)
- Хигиена при производството на храни (общи принципи, кодекси за хигиенна практика в специфични индустрии или предприятия за обработка на храни, насоки за използване на системата за анализ на опасностите и контрол на критичните точки, или „HACCP“ система)
- Методи на анализ и вземане на образци

### Специфични стандарти
- Месни продукти (прясно, замразено, преработено месо и птици)
- Риба и продукти от рибовъдство (морски, пресноводни и аквакултурни)
- Мляко и млечни продукти
- Храни за специални диетични нужди (включително млечни смеси и бебешки храни)
- Пресни и преработени зеленчуци, плодове и плодови сокове
- Зърнено-житни продукти и производни, семена от бобови култури
- Мазнини, масла и производни продукти, напр. маргарин
- Различни други хранителни продукти (шоколад, захар, мед, минерална вода)